# Polača
Polača es un municipio de Croacia en el condado de Zadar.

## Geografía
Se encuentra a una altitud de 113 m s. n. m. a 300 km de la capital nacional, Zagreb.

## Demografía
En el censo 2011 el total de población del municipio fue de 1 468 habitantes, distribuidos en las siguientes localidades:
- Donja Jagodnja - 113
- Gornja Jagodnja - 85
- Kakma - 213
- Polača - 1 057

| Gráfica de población de Polača 1857-2011                            |
|                                                                     |
| Según los censos de población de la oficina estadística de Croacia. |